# دوغ جونز (لاعب كرة قدم أمريكية)
دوغ جونز (بالإنجليزية: Doug Jones)‏ هو لاعب كرة قدم أمريكية أمريكي، ولد في 31 مايو 1950 في سان دييغو في الولايات المتحدة.

## وصلات خارجية
- دوغ جونز على موقع مرجع كرة القدم المحترفة.كوم (الإنجليزية)